# Clathria tingens
Clathria tingens är en svampdjursart som beskrevs av Hooper 1996. Clathria tingens ingår i släktet Clathria och familjen Microcionidae. Inga underarter finns listade i Catalogue of Life.